# نيكولاس سيلفا
نيكولاس سيلفا (بالإسبانية: Nicolás Silva)‏ (1 يناير 1990 في الأرجنتين - ) هو لاعب كرة قدم أرجنتيني في مركز الهجوم.

## وصلات خارجية
- نيكولاس سيلفا على موقع قاعدة بيانات كرة القدم.إي يو (الإنجليزية)
- نيكولاس سيلفا على موقع Soccerway.com (الإنجليزية)